# Román Emery (football, 1902)
Pour les articles homonymes, voir Emery.
Pour le footballeur né en 1931 et neveu de celui-ci, voir Román Emery.
Román Emery, de son nom complet Román Emery Arocena, est un footballeur espagnol né en 1902 et mort à une date inconnue. Il évoluait au poste de milieu de terrain.

## Biographie

### En club
Román Emery est joueur du Real Unión Club, club basque phare du football espagnol dans les années 1910 et 1920,,.
Emery  remporte une Coupe d'Espagne en 1918. Il est titulaire lors de la finale remportée contre le Madrid CF,,.
Il est également finaliste de la même compétition en 1922 perdue contre le FC Barcelone,,.

### En sélection
Il fait partie de l'équipe espagnole médaillée d'argent aux Jeux olympiques de 1920 mais ne fait aucune apparition durant le tournoi.

### Vie privée
Il est le frère de Francisco Emery Arocena et de Antonio Emery (en), gardien du Real Unión de Irún. sont également joueurs à la même époque. Ses neveux Juan Emery (en) et Román Emery sont aussi joueurs de football et son petit-neveu Unai Emery est joueur et entraîneur.

## Palmarès

### En club
Real Unión Club
- Coupe d'Espagne :
  - Vainqueur : 1917-18.
  - Finaliste : 1921-22.

### En sélection
Espagne
- Jeux olympiques :
  -  Argent : 1920.